# 北方轮状螺
北方轮状螺（学名：Trochomorpha borealis）为拟阿勇蛞蝓科轮状螺属的动物，是中国的特有物种。分布于广东、海南、湖北、四川、长江流域一带等地，生活环境为陆地，多栖息于山区、丘陵、农田附近潮湿多腐殖质的灌木丛、草丛中以及落叶石块下。